# Bežan
Bežan je priimek v Sloveniji, ki ga je po podatkih Statističnega urada Republike Slovenije na dan 1. januarja 2010 uporabljalo 82 oseb in je med vsemi priimki po pogostosti uporabe uvrščen na 5.150. mesto.

## Znani nosilci priimka
- Boris Bežan (*1972), arhitekt (Barcelona)
- Jaka Bežan (*1975), arhitekt
- Marjan Bežan (1938--2017), arhitekt in urbanist
- Urša Bežan (*1994), plavalka